# ستيوارت دونالدسون (سياسي)
ستيوارت دونالدسون هو شخصية أعمال وسياسي أسترالي، ولد في 16 ديسمبر 1812 في لندن في المملكة المتحدة، وتوفي في 11 يناير 1867 في كومبرلاند ‏ في المملكة المتحدة.

## مناصب
- انتخب Treasurer of New South Wales [الإنجليزية]‏ (3 أكتوبر 1856 – 7 سبتمبر 1857).
- انتخب Chief Secretary of New South Wales [الإنجليزية]‏ (6 يونيو 1856 – 25 أغسطس 1856).
- في 1858 New South Wales colonial election [الإنجليزية]‏، انتخب عضو الجمعية التشريعية لنيو ساوث ويلز ‏ عن دائرة Electoral district of Cumberland (South Riding) [الإنجليزية]‏ (4 نوفمبر 1856 – 11 أبريل 1859).
- في 1856 New South Wales colonial election [الإنجليزية]‏، انتخب عضو الجمعية التشريعية لنيو ساوث ويلز ‏ عن دائرة Electoral district of Sydney Hamlets [الإنجليزية]‏ (11 مارس 1856 – 3 أكتوبر 1856).
- انتخب عضو المجلس التشريعي لنيوساوث ويلز ‏ عن دائرة Electoral district of Sydney Hamlets (NSW Legislative Council) [الإنجليزية]‏ (1 فبراير 1855 – 29 فبراير 1856).
- انتخب عضو المجلس التشريعي لنيوساوث ويلز ‏ عن دائرة Electoral district of County of Durham [الإنجليزية]‏ (1 فبراير 1848 – 31 يناير 1853).
- انتخب Premier of New South Wales [الإنجليزية]‏ (6 يونيو 1856 – 25 أغسطس 1856).